# Statue eines jugendlichen Chlamysträgers

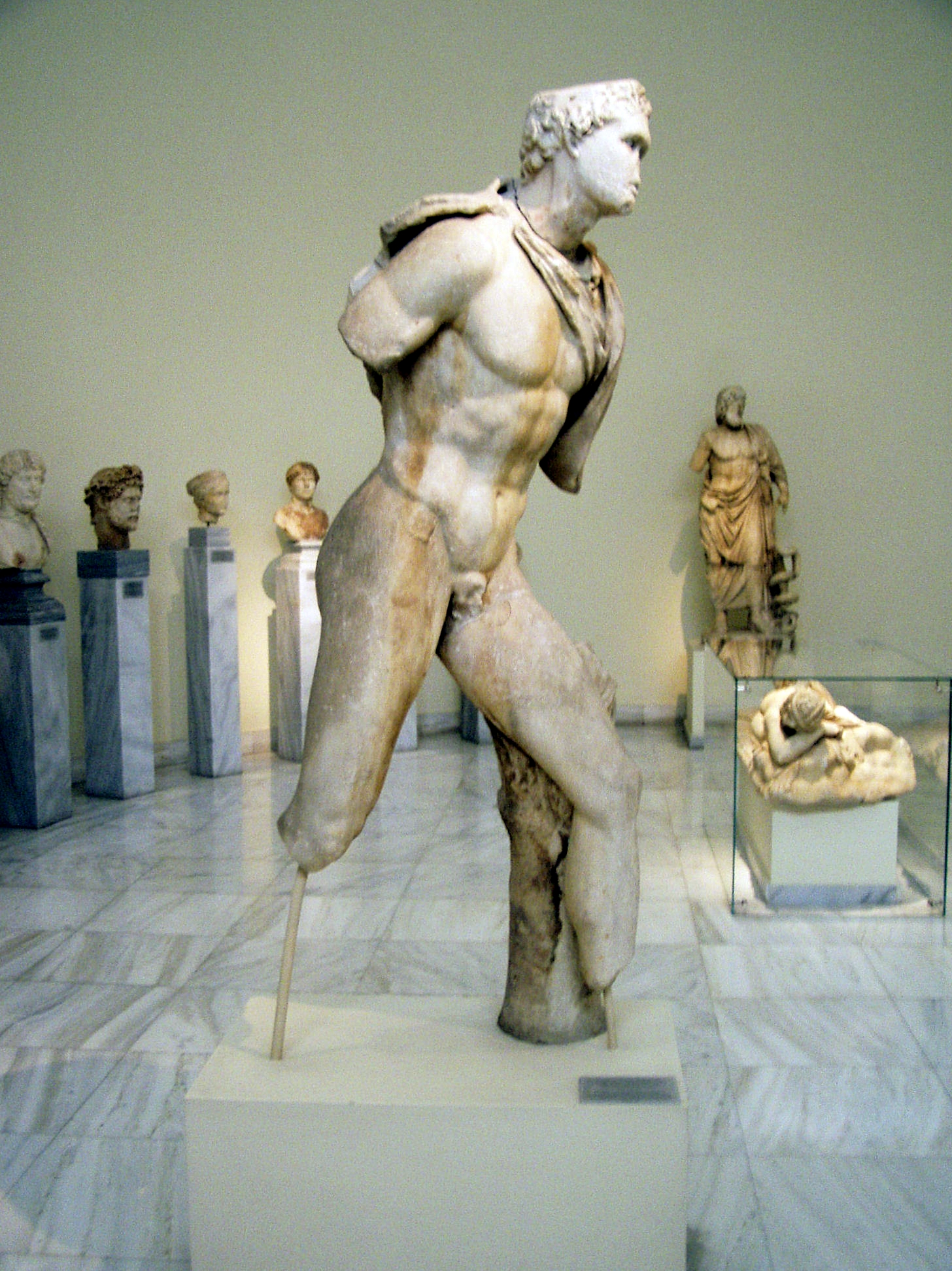
Blick von der Seite, im Hintergrund unter anderem die Statue einer schlafenden Mänade

Die Statue eines jugendlichen Chlamysträgers im Archäologischen Nationalmuseum Athen (NAMA) mit der Inventarnummer 246 wird in die Zeit um das Jahr 140 datiert.
Die Statue wurde 1836 in Athen gefunden. Sie wurde aus Pentelischem Marmor gefertigt und hat eine Höhe von 1,88 m. Der rechte Arm fehlt ab einem Punkt über dem Ellenbogen, der linke Arm ab dem Ellenbogen. Das rechte Bein fehlt von knapp unter dem Knie, das linke Bein von knapp über dem Fuß. Der Kopf war abgebrochen, ist aber wieder angefügt worden. Am Kopf fehlt der Oberteil des Kopfes. Der junge Mann ist nackt dargestellt, nur eine Chlamys hängt über der linken Schulter und bedeckt Teile des Rückens. Die nackte Darstellung ist nur Symbol (Heroische Nacktheit) und soll keine reale Nacktheit repräsentieren. Das linke Bein ist voraus-, das rechte Bein nach hinten gestreckt und zeigt damit eine Bewegung noch vorn, möglicherweise sogar einen schnelleren Lauf. Die Bewegung wird durch die Armhaltung, der linke Arm noch vorn, der rechte Arm nach hinten, sogar noch unterstützt. Am linken Bein ist eine Statuenstütze in Form eines Baumstammes angefügt. An der Stütze hat sich ein kleiner Rest eines Flügels erhalten. Somit muss der Junge Mann Sandalen mit Flügeln getragen haben. Demnach kann die Statue als eine Darstellung des Hermes oder des Perseus interpretiert werden. Es gibt mehrere mögliche hellenistische Vorbilder für diese römerzeitliche Kopie, die um das Jahr 140 datiert wird. Möglich ist, dass das Vorbild eine Bronzestatue des Hermes war, bei der er ein Kind trug, oder eine Statue des Dionysos. In der Diskussion ist auch eine Reproduktion des Odysseus in einer Statuengruppe in Sperlonga, die die Inbesitznahme des Palladion im Zuge der Eroberung Trojas zeigt.